# Sous-préfecture d'Ōshima
La sous-préfecture d'Ōshima (大島支庁, Ōshima-shichō) est une sous-division du gouvernement de la métropole de Tokyo au Japon. La sous-préfecture inclut le bourg et les trois villages des îles de l'archipel d'Izu suivants :
- Ōshima, bourg situé sur Izu ō-shima,
- Toshima, village situé sur Toshima,
- Niijima, village situé sur Niijima et Shikinejima,
- Kōzushima, village situé sur Kōzushima.